# Peter Grasmeier
Peter Grasmeier (* 1990 in der Oberpfalz) ist ein deutscher Koch.

## Werdegang
Nach seiner Ausbildung im Weißbräuhaus in Regensburg kochte Grasmeier in mehreren Top-Restaurants im Raum Kitzbühel, darunter das Zwei-Hauben-Restaurant Neuwirt in Kitzbühel. Danach absolvierte er die Ausbildung zum Küchenmeister in Regenstauf.
Im Mai 2016 machte er sich mit Benjamin Staudig im Gasthaus zum Goldenen Krug in Sengkofen selbstständig; 2019 wurde es mit einem Bib Gourmand gekürt. 2021 wurde das Gasthaus geschlossen.
Im Dezember 2021 eröffnete er sein Restaurant Ontra im Regensburg. 2025 wurde es mit einem Michelinstern ausgezeichnet.

## Auszeichnungen
- 2019: Bib Gourmand von Guide Michelin[1][6]
- 2025: Ein Michelinstern für das Restaurant Ontra in Regensburg[5]